# Lark Voorhies
Lark Voorhies, pseudonimo di Lark Holloway (Nashville, 25 marzo 1974), è un'attrice statunitense in attività sin dalla metà degli anni ottanta.

## Biografia
Nipote del cantante Jermaine Jackson, il suo nome di battesimo deriva da quello di un personaggio del film del 1972 I diamanti sono pericolosi. Complessivamente ha recitato in oltre una trentina di differenti produzioni, soprattutto televisive. Il ruolo che le ha dato la popolarità è quello di Lisa Turtle nella serie televisiva Bayside School (Saved by the Bell, 1989-1993) e nelle fiction collegate, ruolo che le è valso la conquista di 2 Young Artist Award.
Nel 1995 interpreta il personaggio di Leanne in Star Trek: Deep Space Nine, terza serie live-action del franchise di fantascienza Star Trek. Leanne è una ragazza adolescente, che abita nella stazione spaziale Deep Space Nine, di lei è innamorato Jake Sisko, ma il di lui amico Nog, rovina il loro appuntamento a quattro con Riska. In seguito presterà la voce alla Regina Borg, altro personaggio del franchise di Star Trek, tuttavia non in un'opera canonica, bensì nella serie animata parodistica Robot Chicken, più precisamente nell'episodio Boo Cocky del 2008.

## Vita privata
Lark Voorhies sposata dal 2007 con Andy Prince. In precedenza, era stata sposata dal 1996 al 2004 con l'attore Miguel Coleman.

## Filmografia parziale

### Attrice

#### Cinema
- Def Jam's How to Be a Player, regia di Lionel C. Martin (1997)
- Longshot, regia di Lionel C. Martin (2001)
- Due sballati al college (How High), regia di Jesse Dylan (2001)
- Civil Brand, regia di Neema Barnette (2002)
- The Next Hit (2008)
- Mimi's Place (2009)
- Measure of Faith (2011)
- Little Creeps (2012)
- Jessica's Journey (2012)

#### Televisione
- Super Vicki - serie TV, episodi 3x21 e 4x14 (1985-1989)
- Good Morning, Miss Bliss - serie TV, 13 episodi (1988-1989)
- Bayside School - serie TV, 86 episodi (1989-1993)
- The Robert Guillaume Show - serie TV, 1 episodio (1989)
- Willy, il principe di Bel-Air - serie TV, episodio 3x05 (1992)
- Bayside School - Avventura hawaiana - film TV, regia di Don Barnhart (1992)
- Getting by - serie TV, 2 episodi (1993)
- Martin - serie TV, 2 episodi (1993)
- I giorni della nostra vita (Days of Our Lives) - soap opera, 23 episodi (1993-1994)
- Bayside School - Un anno dopo (Saved by the Bell: The College Years) - serie TV, 1 episodio (1995)
- Bayside School - Matrimonio a Las Vegas - film TV, regia di Jeff Melman (1994)
- Me and the Boys - serie TV, 1 episodio (1994)
- Bayside School - La nuova classe - serie TV, 1 episodio (1994)
- Star Trek: Deep Space Nine - serie TV, episodio 3x13 (1995)
- Otto sotto un tetto (Family Matters) - serie TV, episodio 6x25 (1995)
- CBS Schoolbreak Special - serie TV, un episodio (1995)
- Beautiful (The Bold and the Beautiful) - soap opera, 5 episodi (1995-1996)
- Malcolm & Eddie - serie TV, 1 episodio (1996)
- L'ultimo padrino (The Last Don) - miniserie TV (1997)
- In the House - serie TV, 18 episodi (1997-1999)
- Love Boat - The Next Wave (Love Boat: The Next Wave) - serie TV, episodio 1x03 (1998)
- Mutiny - film TV (1999)
- The Parkers - serie TV, 2 episodi (1999)
- Grown Ups - serie TV, un episodio (2000)
- Fire & Ice - film TV (2001)
- Widows - film TV (2002)
- Saved by the Bell - serie TV, 3 episodi (2020-2021)

### Doppiatrice
- Robot Chicken - serie animata, episodio 3x16 (2008)

## Riconoscimenti
- 1989: candidatura allo Young Artist Award per il ruolo di Lisa Turtle in Good Morning, Miss Bliss
- 1990: Young Artist Award nella categoria "Miglior attrice giovane in una serie non in prima serata" per il ruolo di Lisa Turtle in Bayside School
- 1990: candidatura allo Young Artist Award nella categoria "Outstanding Young Ensemble Cast" per il ruolo di Lisa Turtle in Bayside School
- 1991: candidatura allo Young Artist Award nella categoria "Miglior attrice giovane in una serie non in prima serata" per il ruolo di Lisa Turtle in Bayside School
- 1992: candidatura allo Young Artist Award nella categoria "Miglior attrice giovane in una serie non in prima serata" per il ruolo di Lisa Turtle in Bayside School
- 1993: Young Artist Award nella categoria "Miglior attrice giovane in una serie non in prima serata" per il ruolo di Lisa Turtle in Bayside School

## Doppiatrici italiane
- Laura Lenghi in Bayside School[3][4]
- Rossella Acerbo in Beautiful[5][6]
- Elisabetta Spinelli in Due sballati al college[7][8]